# Amerikanische Aristokratie
Amerikanische Aristokratie ist eine US-amerikanische Filmkomödie aus dem Jahr 1916 von Lloyd Ingraham mit Douglas Fairbanks sr. und Jewel Carmen in den Hauptrollen. Der Film wurde von Fine Arts Films produziert.

## Handlung
Cassius Lee ist Hobby-Entomologe mit dem Fachgebiet Raupen. Er unternimmt eine private Forschungsreise nach Rhode Island und lernt in dem Städtchen Narraport-by-the-Sea Geraldine Hicks kennen, die Tochter des millionenschweren Investors Leander Hicks. 
Auch der Malzmilch-Fabrikant Percy Horton macht Geraldine den Hof. Er überredet Cassius zu einer gewagten Aktion, für die Percy den Applaus bekommt. Während sich Cassius als Percy ausgibt, erfährt er, dass der Fabrikant Schießpulver in den Milchflaschen nach Mexiko schmuggelt. Während seiner Nachforschungen in Percys Fabrik wird er k. o. geschlagen. Percy macht sich auf den Weg nach Mexiko, in seiner Gewalt Geraldine und Leander, die ebenfalls von seinen Machenschaften erfahren haben. 
Cassius alarmiert die Behörden und verfolgt Percys Schiff mit einem Flugboot. Er verwickelt Percys Männer in einen Kampf, bis die amerikanische Marine mit einem Torpedoboot das Schiff aufbringt. Geraldine und Cassius finden zusammen, auch wenn Leander in eine Hochzeit nicht einwilligt. Erst als Cassius aus Versehen zu einem Industriellen wird, gibt er seinen Segen.

## Hintergrund
Gedreht wurde der Film in Westerly auf Rhode Island. Die Hotel- und Pensionsgäste waren so begeistert, dass einige von ihnen in großen Szenen als Statisten auftreten durften. Unter den Statisten befand sich auch der ehemalige Marineminister der USA, Truman Handy Newberry.
Die Drehbuchautorin Anita Loos verfasste das Script vermutlich auf Grund einer selber verfassten Story. Es wird zudem angenommen, dass Loos auch die Zwischentitel schrieb. Kurz nach der Uraufführung forderte Fairbanks, dass Loos zukünftig die Zwischentitel aller seiner folgenden Filme schreiben sollte. Zu der Zeit wurde die 28-jährige Autorin von den Medien als frühreifer Teenager bezeichnet.
Der Sohn des Hauptdarstellers, Douglas Fairbanks jr. gab als Zeitungsjunge sein Filmdebüt. Im Abspann wurde er, zur Drehzeit sechs Jahre alt, nicht genannt.

## Veröffentlichung
Die Premiere des Films fand am 5. November 1916 statt. In der Bundesrepublik Deutschland wurde er am 12. Juni 1976 im deutschen Fernsehen ausgestrahlt.

## Kritik
Grace Kingley von der Los Angeles Times bezeichnete den Film als gutmütige Satire und scharfe Leinwandkomödie. Er sei lebhaft und erfrischend.
Der Kritiker des TV Guide sah einen flotte satirische Stummfilm-Farce, die von Fairbanks total dominiert werde.